# Горы Турции
Горы Турции занимают значительную часть страны. Вдоль южного побережья Чёрного моря почти 1000 км тянутся Понтийские горы, восточная часть которых иногда именуется Лазистанским хребтом. Вдоль побережья Средиземного моря от Антальи до Евфрата расположен Тавр (тур. Toros). В центре страны оба хребта соединяются в Анатолийском плоскогорье, которое на востоке переходит в Армянское нагорье, где расположена самая высокая гора Турции Агры. С античных времен известен Малый Олимп, расположенный недалеко от легендарной Трои.

## Список наиболее значительных гор Турции[источникне указан 1038 дней]
| № | Гора         | Провинция | Высота, м |
| - | ------------ | --------- | --------- |
| 1 | Арарат       | Ыгдыр     | 5137      |
| 2 | Сюпхан       | Битлис    | 4049      |
| 3 | Качкар       | Ризе      | 3937      |
| 4 | Малый Арарат | Агры      | 3925      |
| 5 | Эрджияс      | Кайсери   | 3917      |